# Youtai
Youtai (chinois : 有泰 ; pinyin : yǒutài) ou Mengqin (夢琴, mèngqín), né en 1846 et décédé en 1910, est un amban mongol de la dynastie Qing, en poste à Lhassa, chef-lieu du Tibet central, de 1902 à 1906. Il fait partie de la bannière mongole jaune (zh) des Huit Bannières.

## Activités

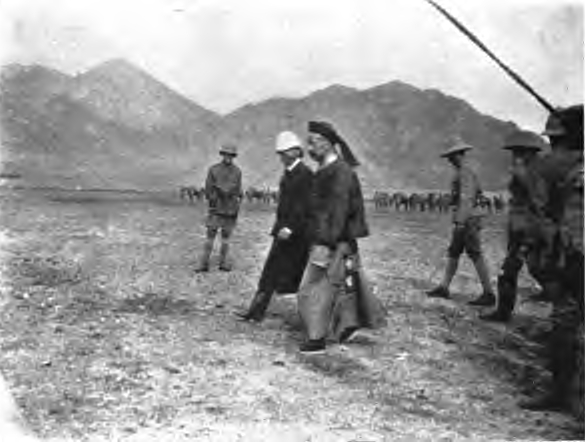
Le commissaire impérial Youtai et le colonel Younghusband aux courses de chevaux organisées à Lhassa en 1904.

Le 2 décembre 1902, Youtai est nommé par l'empereur Kuang-siu nouvel amban à Lhassa en remplacement de Yu-kang (zh) (裕鋼/裕钢).

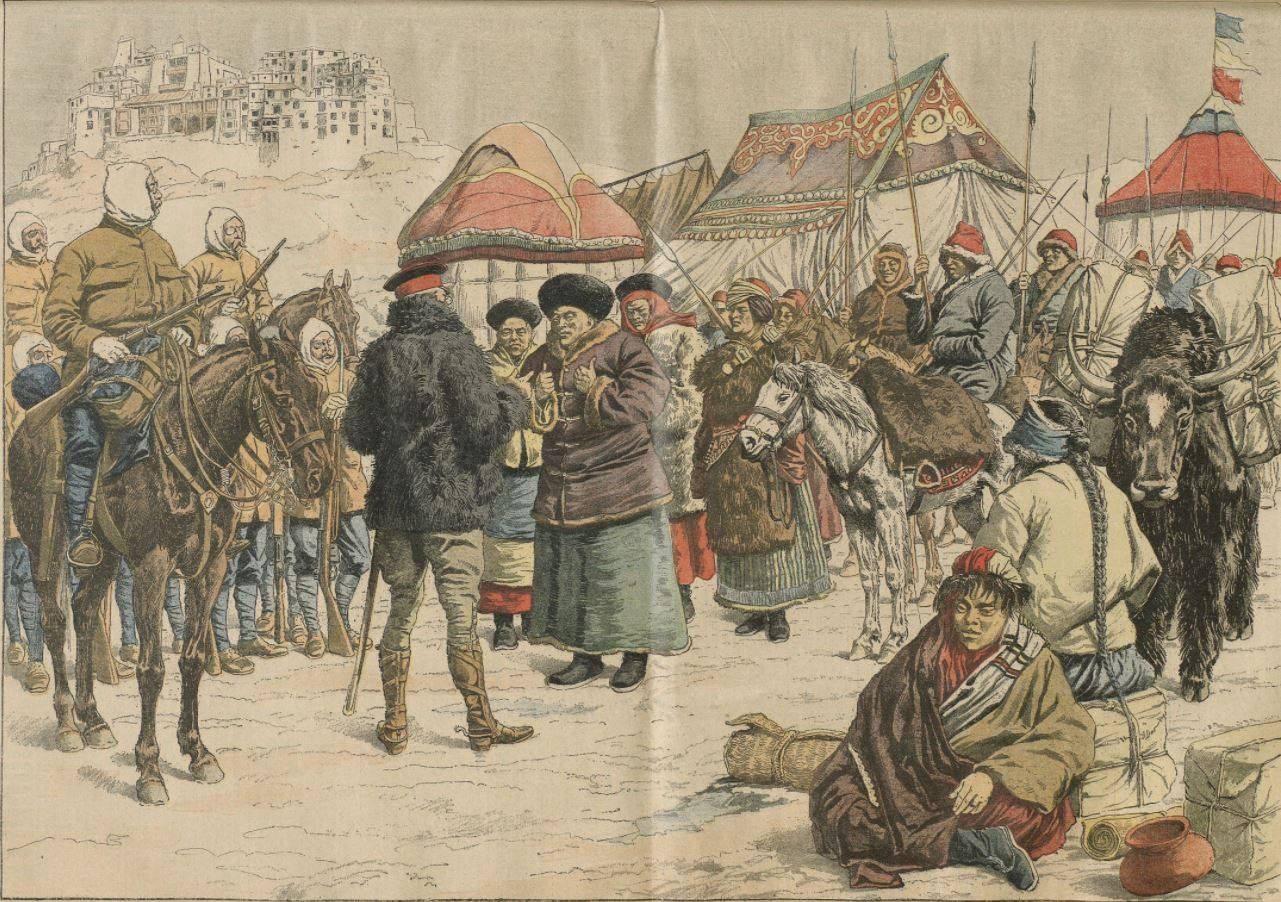
Illustration du Petit Journal du 14 février 1904 dépeignant la rencontre d'officiers britanniques et d'ambans, accompagné de piquiers à cheval.

Lorsque, le 3 août 1904, le corps expéditionnaire britannique arrive devant Lhassa, il est accueilli par Youtai. Le lendemain, précédés de l'escorte du commissaire impérial (garde du corps, piquiers et fantassins), les soldats britanniques défilent en grande tenue dans la ville.
En tant que représentant de l'empire Qing et en l'absence du 13e dalaï-lama, qui a fui en Mongolie-Extérieure, à Ourga (actuelle Oulan-Bator) et a été  remplacé par le régent Lobsang Gyaltsen, il agit officieusement pour faciliter les négociations entre Tibétains et Britanniques. Il essaie, en vain, de faire venir Thubten Chökyi Nyima, le 9e panchen-lama, à Lhassa pour ces négociations mais celui-ci dit être occupé à lutter contre les Britanniques à Shigatsé.
Les négociations aboutissent au traité inégal dit convention entre la Grande-Bretagne et le Tibet. Lors de la signature au palais du Potala, il refuse d'apposer sa signature en bas du document et continue à affirmer la suzeraineté de la Chine sur le Tibet,.
En avril 1906, le gouvernement impérial envoie à Lhassa un diplomate, Zhang Yintang, ayant pour mission, comme amban adjoint et commandant en chef adjoint, de reprendre en main les affaires tibétaines et de restaurer l'ordre impérial. Un de ses premières mesures est de déposer Youtai et une douzaine de responsables mandchous et Han accusés de corruption et d'absence de résistance face à l'invasion britannique. Youtai est remplacé par Lianyu au poste d'amban.